# جوهانس فريدريك فروليش
جوهانس فريدريك فروليش (بالدنماركية: Johannes Frederik Frølich)‏ هو ملحن دنماركي، ولد في 21 أغسطس 1806 في كوبنهاغن في الدنمارك، وتوفي بنفس المكان في 21 مايو 1860.